# Corona 64
Corona 64 – amerykański satelita rozpoznawczy. Był drugim statkiem krótkiej serii Keyhole-6 LANYARD tajnego programu CORONA (oficjalnie statek służył rozwijaniu technik satelitarnych). Jego zadaniem było wykonanie wywiadowczych zdjęć Ziemi z lepszą niż dotychczas rozdzielczością. Satelita pracował poprawnie, jednak nie był wyposażony w film do rejestracji zdjęć.